# 道の駅美杉
道の駅美杉（みちのえき みすぎ）は、三重県津市美杉町上多気にある国道368号の道の駅である。

## 主な施設
- 駐車場
  - 普通車：70台
  - 大型車：5台
  - 身障者用 : 3台
- トイレ
  - 男：大 2器（2器）、小 4器（4器）
  - 女：5器（5器）
  - 身障者用：2器（1器）

※（）内は24時間使用可能
- 公衆電話
- 特産品販売所
- 休憩・情報コーナー
- モデルハウス（高齢者対応）
- 電気自動車急速充電器（１台）

## 休館日
- 年中無休

## アクセス
- 国道368号 - 登録路線
- 国道422号

## 周辺
- 三多気の桜
- 北畠氏館跡庭園